# Jonathan Rosenbaum
Jonathan Rosenbaum (Florence, 27 de fevereiro de 1943) é um crítico de cinema e ensaísta estadunidense, cujo trabalho mais conhecido foram as análises para o jornal Chicago Reader de 1987 a 2008. Ele publicou e editou inúmeros livros, além de ajudar a divulgação de diversas revistas, por exemplo Cahiers du Cinéma e Film Comment.
Em resposta à seleção dos melhores filmes estadunidenses segundo o American Film Institute, Rosenbaum fez uma lista mais abrangente, destacando os seus mil filmes favoritos de todas as nacionalidades. Dentre os cem primeiros, estavam Citizen Kane (o primeiro da lista original), Greed e Out 1.

### Autor
- Moving Places: A Life in the Movies (1980/1995) ISBN 0-520-08907-3
- Midnight Movies (1983/1991) (com J. Hoberman) ISBN 0-306-80433-6
- Film: The Front Line 1983 (1983) ISBN 0-912869-03-8
- Greed (1993) ISBN 0-85170-806-4
- Placing Movies: The Practice of Film Criticism (1995) ISBN 0-520-08633-3
- Movies as Politics (1997) ISBN 0-520-20615-0
- Dead Man (2000) ISBN 0-85170-806-4
- Movie Wars: How Hollywood and the Media Limit What Films You See A Capella/Chicago Review Press (2000) ISBN 1-55652-454-4
- Abbas Kiarostami (Contemporary Film Directors) (2003) (com Mehrnaz Saeed-Vafa) ISBN 0-252-07111-5
- Essential Cinema: On the Necessity of Film Canons (2004) ISBN 0-8018-7840-3
- Discovering Orson Welles  (2007) ISBN 0-520-25123-7
- The Unquiet American: Transgressive Comedies from the U.S. (2009) ISBN 978-3-89472-693-5
- Goodbye Cinema, Hello Cinephilia: Film Culture in Transition (2010) ISBN 978-0-226-72664-9

### Editor
- This is Orson Welles (1992/1998) ISBN 0-306-80834-X
- Movie Mutations: The Changing Face of World Cinephilia (2003) (com Adrian Martin) ISBN 0-85170-984-2